# Badja Djola
Badja Djola, né le 9 avril 1948 à New York et mort le 8 janvier 2005 à Los Angeles, est un acteur américain.

## Biographie
Badja Djola s'est fait connaître comme acteur en se spécialisant dans les rôles de durs à cuire. Il a notamment joué des seconds rôles dans les films L'Emprise des ténèbres (1988), Mississippi Burning (1988), Le Dernier Samaritain (1991) et Hurricane Carter (1999). Il est décédé d'une crise cardiaque en 2005,,.

## Filmographie

### Cinéma
- 1982 : Les Croque-morts en folie de Ron Howard : Cleon
- 1985 : Le Bateau phare de Jerzy Skolimowski : Nate
- 1988 : L'Emprise des ténèbres : Gaston
- 1988 : Mississippi Burning d'Alan Parker : l'agent Monk
- 1989 : Délit d'innocence : John Fitzgerald
- 1991 : Rage in Harlem de Bill Duke : Slim
- 1991 : Le Dernier Samaritain de Tony Scott : Alley Thug
- 1993 : Who's the Man?
- 1996 : Vengeance froide : Batiste
- 1997 : Rosewood de John Singleton : John Bradley
- 1997 : The Brave de Johnny Depp : Rider
- 1999 : Situation critique : Harvey
- 1999 : Hurricane Carter de Norman Jewison : Mobutu
- 2005 : Back in the Day : Grant Brown

### Télévision
- 1987 : Spenser (série télévisée, saison 2 épisode 11) : Tyrone Blackwell
- 1990 : Un flic dans la mafia (série télévisée, saison 4 épisode 3) : Étoile de joie
- 1995 : X-Files (série télévisée, saison 3 épisode La Liste) : Napoleon « Neech » Manley
- 1997 : Nash Bridges (série télévisée, saison 2 épisode 14) : Jack Archer
- 1997 : New York Police Blues (série télévisée, saison 4 épisode 19) : Clyde Bell
- 1997 : Millennium (série télévisée, saison 2 épisode 3) : Lacuna
- 1997 : Le Dernier Parrain (mini-série) : Phil Sharkey
- 1998 : Urgences (série télévisée, saison 4 épisode 19) : Mike Lembreaux
- 1998 : Chicago Hope : La Vie à tout prix (série télévisée, saison 5 épisode 7) : Jean-Baptiste Marche
- 2001 : The Lone Gunmen : Au cœur du complot (série télévisée, saison 1 épisode 8) : Spike